# Maria Alphons Hubert Antoon Kerckhoffs
Maria Alphons Hubert Antoon Kerckhoffs (Schaesberg, 18 mei 1888 – Hulsberg, 15 januari 1963) was een Nederlands politicus. 
Hij werd geboren als zoon van Hendrik Joseph Victor Hubert Kerckhoffs (*1838) en Maria Elisa Voncken (1842-1920). Zijn vader was landbouwer en diens vader (Jan Willem Kerckhoffs) was burgemeester van Nuth geweest. Zelf werd hij in 1923 benoemd tot burgemeester van Hulsberg. Kerckhoffs was daarnaast vanaf 1938 burgemeester van Klimmen. In 1944 was P.J.J. Boswinkel enige tijd plaatsvervangend burgemeester van beide gemeenten. Kerckhoffs ging in 1953 met pensioen en overleed in 1963 op 74-jarige leeftijd.
Zijn zoon A.M.M. Kerckhoffs was eveneens burgemeester.